# 阿尔及利亚航天局
阿尔及利亚航天局（法語：Agence spatiale algérienne，ASAL）成立于2002年1月16日，负责阿尔及利亚的太空项目，并且已发射5颗人造卫星。

## 目标
阿尔及利亚航天局的目標如下所列：
- 向政府提出空间活动领域国家战略的要点，并确保其执行；
- 建立空间基础设施，以加强国家能力；
- 实施年度和多年度项目、进行国家空间活动，并进行监督与评估；
- 向政府提出最适合国家需求的空间系统及其设计、实施和运行方案；
- 向政府提出适应国家需要的双边和多边合作政策；
- 监督和评估国家在空间活动领域国际和区域协定中的义务及所做出的承诺。

## 构成
阿尔及利亚航天局由一个中央机构和四个业务实体（空间技术中心、空间应用中心、卫星发展中心和通信系统操作中心）组成。

## 外部連結
- （英語） Official website （页面存档备份，存于）
- Details for Alsat satellite program （页面存档备份，存于） on wmo-sat.info

template:Space research in Africa
template:ASAL